# Querelle
Querelle és una pel·lícula de l'any 1982 dirigida per Rainer Werner Fassbinder i protagonitzada per Brad Davis, Jeanne Moreau i Franco Nero.

## Argument
El destructor Le Vengeur atraca al port de Brest. Un dels seus mariners és l'atractiu Georges Querelle (Brad Davis), que atrau homes i dones. Un superior, el tinent Seblon (Franco Nero), es consumeix de desig per ell. De permís, Querelle va a La Feria, on troba el seu germà, Robert (Hanno Pöschl). Aquest és amant de Lysiane (Jeanne Moreau), la dona del propietari del bordell, Nono (Günther Kaufmann). Querelle es juga als daus la possessió de la bella Lysianne. Com que perd, ha de lliurar-se sexualment al rude Nono. Aquella nit, Querelle degolla Vic Rivette (Dieter Schidor), el seu còmplice en el contraban d'opi. Recercant un nou soci, el bell mariner s'interessa per Mario (Burkhard Driest), un corrupte comissari de policia.

## Context històric i artístic
Profús cineasta de melodrames extrems, rabiós provocador i mestre en significar les pulsions del desig i les febleses humanes, l'alemany Fassbinder es va acomiadar del cinema i de la vida amb l'adaptació de l'escandalosa novel·la que Jean Genet havia publicat, clandestinament, el 1939. El projecte (que va passar per les mans de Roman Polanski, Bernardo Bertolucci i Volker Schlöndorff) sorgiria com a encàrrec del productor Dieter Schidor, qui va trobar en Fassbinder el director ideal. El cineasta bavarès va ésser, com el turmentat escriptor Genet, un homosexual de conductes autodestructives. I va saber traslladar al cinema l'exacerbada poètica genetiana sobre la bellesa, l'aïllament, el vici, l'engany, la violència, la llibertat i la mort. En els estudis berlinesos, l'operador fotogràfic Xaver Schwarzenberger, el dissenyador artístic Rolf Zehetbauer i l'equip d'il·luminadors van crear un decoratiu i artificial submón portuari. Un irreal paratge de plasticitat i torres fàl·liques per on transiten mariners, contrabandistes, assassins, sodomites i prostitutes. Probablement incitat pels drames més recarregats de Josef von Sternberg, el transgressor Fassbinder va servir-se de la més extravagant i virolada estètica kitsch per recrear una subjugant i bigarrada fabulació, en la qual el realisme està completament fora de lloc.
Torbadora, obscena i brutal, la pel·lícula va comptar amb dos coneguts actors europeus (Jeanne Moreau és Lysianne i Franco Nero el tinent Seblon) i un protagonista estatunidenc (Brad Davis), llavors popular per L'Exprés de Mitjanit (Alan Parker, 1978). Aquest caracteritza el seductor mariner Querelle, un fatídic i ambigu àngel blau. Fassbinder va morir als 37 anys, dos mesos abans de l'estrena del film al Festival Internacional de Cinema de Venècia.

## Curiositats
- La pel·lícula, en les seues primeres tres setmanes d'exhibició cinematogràfica a París, va vendre més de 100.000 entrades. D'acord amb el llibre Genet: A Biography d'Edmund White, aquesta va ésser la primera vegada que un film amb una forta temàtica homosexual va aconseguir aquest èxit comercial.[3]
- Hom diu que Jean Genet no va veure la pel·lícula perquè no estava permès fumar als cinemes.[3]